# Nasum
Nasum – zespół muzyczny ze Szwecji grający polityczny grindcore, założony w 1992 przez Andersa Jakobson'a (gitara) i Rickarda Alriksson'a (perkusja/wokal), dwóch członków zespołu goregrind Necrony.
Ich główny wokalista Mieszko Talarczyk zginął w trzęsieniu ziemi na Oceanie Indyjskim w 2004. Z tego powodu zespół zdecydował się na przerwanie działalności.
17 grudnia 2005 na stronie internetowej zespołu, zostało udostępnionych sześć utworów z nowego, jeszcze nienazwanego projektu pozostałych członków zespołu.

## Dyskografia
Albumy
- Inhale/Exhale (1998)
- Human 2,0 (2000)
- Human 2,01 (Japan) (2000)
- Helvete (2003)
- Shift (2004)
- Grind Finale (2005)
- Doombringer (2008)

Dema
- Domedagen (1994)

Split 7-inch EP
- Blind World – Split w/ Agathocles (1993)
- Smile When You're Dead – Split w/ Psycho (1995)
- The Black Illusions / Religion is War – Split w/ Abstain (1996)
- Split w/ Warhate (1999)
- Split w/ Asterisk (2000)
- Split w/ Skitsystem (2002)

Minialbumy
- Industrislaven (1995)
- World In Turmoil (1997)

Kompilacje
- Really Fast Vol. 9 (1993)
- Grind Work (1994)
- Regressive Hostility (1997)
- Swedish Assault (1997)